# Ernst Hanfstaengl
Ernst Frans Sedgwick (Putzi) Hanfstaengl (München, 2 februari 1887 - aldaar, 6 november 1975) was een geldschieter van Adolf Hitler en perschef van het ministerie van Buitenlandse Zaken tijdens het naziregime.
Hij was de zoon van Edgar Hanfstaengl (de vroegere minnaar van de Beierse prinses Sophie). Hij studeerde aan Harvard, waar hij in 1909 afstudeerde. Tijdens de Eerste Wereldoorlog, verbleef hij in de Verenigde Staten waar hij de Amerikaanse tak van zijn vaders uitgeverij leidde. In 1919 keerde hij terug naar Duitsland. Daar raakte hij onder invloed van de toespraken van Hitler. Hij sloot zich bij hem aan en was een van de deelnemers aan de Bierkellerputsch in 1923. Na het mislukken ervan vluchtte hij zelf naar Oostenrijk, terwijl Hitler onderdak vond bij Hanfstaengls vrouw, even buiten München. Zijn vrouw voorkwam dat Hitler zelfmoord pleegde, vlak voordat hij werd gearresteerd. Nadien introduceerde Hanfstaengl Hitler bij de betere kringen in München en bracht hij het geld bijeen voor de uitgave van Mein Kampf. Hitler werd peetoom van Hanfstaengls zoon Egon. Na Hitlers machtsovername werd hij hoofd van het Bureau dat zich bezighield met de buitenlandse pers. Hij raakte evenwel steeds meer uit de gratie. 
Na conflicten met Joseph Goebbels, zag hij zich in 1937 genoodzaakt te vluchten naar Groot-Brittannië. Aan het begin van de Tweede Wereldoorlog werd hij geïnterneerd. In 1942 vertrok hij - op verzoek van president Roosevelt - naar de Verenigde Staten waar hij optrad als politiek adviseur. Door zijn ervaringen met de nazi-top was hij in staat tal van inlichtingen te verstrekken over de verschillende hoofdrolspelers aan Duitse zijde.
Na de oorlog keerde hij terug naar Duitsland, waar hij verschillende boeken schreef.

## Werken
- Ernst Hanfstaengl, Amerika und Europa von Marlborough bis Mirabeau, München 1930
- Ernst Hanfstaengl, Hitler: The Missing Years; London: Eyre & Spottiswoode, 1957. Arcade Publishing, reprint 1994 (ISBN 1-55970-272-9)
- Ernst Hanfstaengl, Zwischen Weißem und Braunem Haus: Memoiren eines politischen Außenseiters; Piper, München 1970 (ISBN 3-492-01833-5)
- Ernst Hanfstaengl, The Unknown Hitler: Notes from the Young Nazi Party; (ISBN 1-903933-24-2)
- Ernst Hanfstaengl, John Toland (Designer), Hitler; (ISBN 1-55970-278-8)
- Peter Conradi, Hitler's Piano Player: The Rise and Fall of Ernst Hanfstaengl, Confidant of Hitler, Ally of FDR; (ISBN 0-7867-1283-X)

## Voetnoot
1. ↑  "Als meine Frau mit fliegender Hast die Treppe zu Hitlers Bodenkammer emporstürmte, trat ihr dieser im Vorraum seines Schlupfwinkels mit gezücktem Revolver entgegen. "Das ist das Ende", schrie er, "Mich von diesen Schweinen verhaften lassen - niemals! Lieber tot!" Doch bevor er seinen Worten noch die Tat folgen lassen konnte, hatte meine Frau bereits den wirksamen Jui-Jitsu-Griff des Polizeimannes aus Boston praktiziert und in hohem Bogen flog der Revolver in ein entfernt stehendes Faß, rasch begraben von einem darin befindlichen Hamstervorrat an Mehl.", in: Ernst Hanfstaengl, Zwischen Weißem und Braunem Haus: Memoiren eines politischen Außenseiters, München 1970, blz. 6; (ISBN 3-492-01833-5)